# Tvrdimići
Tvrdimići (en serbe cyrillique : Тврдимићи) est un village de Bosnie-Herzégovine. Il est situé sur le territoire de la ville d'Istočno Sarajevo, dans la municipalité d'Istočno Novo Sarajevo et dans la république serbe de Bosnie. Selon les premiers résultats du recensement bosnien de 2013, il compte 18 habitants.

## Démographie

### Évolution historique de la population dans la localité
| 1948 | 1953 | 1961 | 1971 | 1981 | 1991 | 2013 |
| ---- | ---- | ---- | ---- | ---- | ---- | ---- |
| -    | -    | 200  | 126  | 42   | 47   | 18   |

|  |

### Répartition de la population par nationalités (1991)
En 1991, les 47 habitants du village étaient tous serbes.